# 데릭 리처드슨
데릭 리처드슨(Derek Richardson, 1976년 1월 18일 ~ )은 미국의 배우이다.

## 출연 작품

### 영화
- 덤 앤 더머: 해리가 로이드를 만났을 때 (2003)
- 리커 (2005, Reeker)
- 호스텔 (2005)
- Prep & Landing (2009) - 단편
- Home (2020)

### 텔레비전
- 펠리시티 (2002)
- Men in Trees (2006-08)
- 아메리칸 호러 스토리 (2011)
- 성질 죽이기 (2012-14)